# صباح شبر
صباح شبر (مواليد 1957 في الكويت) هو عالم دين شيعي وخطيب حسيني كويتي، يُعد من الشخصيات المعروفة في الوسط الديني الشيعي بالكويت، وله حضور دائم في المساجد والحسينيات، خصوصًا في المواسم الدينية كـشهر محرم. يُعرف بأسلوبه السهل في الإلقاء، وطرحه للقضايا الدينية والاجتماعية بلغة مفهومة للعامة.

## سيرته
ولد صباح شبر في الكويت ونشأ في بيئة دينية. التحق بالحوزة العلمية ودرس فيها العلوم الإسلامية، وبرز لاحقًا كخطيب منبري حاضر في الساحة الكويتية والخليجية منذ الثمانينيات.

## المؤلفات
ألف عددًا من الكتب التي تتناول مواضيع دينية وتربوية، من بينها:
- من قصص حياة الوالد، وهو كتاب يتناول قصصًا تربوية ودينية من حياة والده، متاح عبر شبكة الفكر. [2]
- الولاية في القرآن، كتاب يشرح مفهوم الولاية في القرآن الكريم، متاح عبر شبكة الفكر. [3]

## المحاضرات والمجالس
يُقدّم السيد صباح شبر محاضرات دينية ومجالس حسينية، تُعرض على قنوات مثل قناة المعارف، وتتناول مواضيع دينية واجتماعية متنوعة. 

## الشعبية والقبول
يحظى صباح شبر بقبول واسع في المجتمع الشيعي، وتُتداول مقاطع محاضراته وخطبه على منصات التواصل الاجتماعي. 

## وصلات خارجية
- https://alfeker.net/authors.php?id=182 – صفحة المؤلف على شبكة الفكر
- https://www.youtube.com/results?search_query=السيد+صباح+شبر – قناة السيد صباح شبر على YouTube
- https://shiavoice.com/cat-2598.html – صفحة السيد صباح شبر على موقع صوت الشيعة

1. https://alfeker.net/library.php?id=1135 – من قصص حياة الوالد - السيد صباح شبر، شبكة الفكر
2. https://alfeker.net/library.php?id=5864 – الولاية في القرآن - السيد صباح شبر، شبكة الفكر
3. https://www.youtube.com/watch?v=E585KnJUDI4 – السيد صباح شبر | قصص من حياة الوالد | بين الحق والباطل أربعة أصابع، YouTube
4. https://www.youtube.com/watch?v=YCKPnEP8nEY – السيد صباح شبر يرفع راية الإمام الحسين عليه السلام في إحدى حسينيات دولة الكويت، YouTube
5. https://shiavoice.com/cat-2598.html – صفحة السيد صباح شبر، موقع صوت الشيعة